# Jüdischer Friedhof (Angra do Heroísmo)

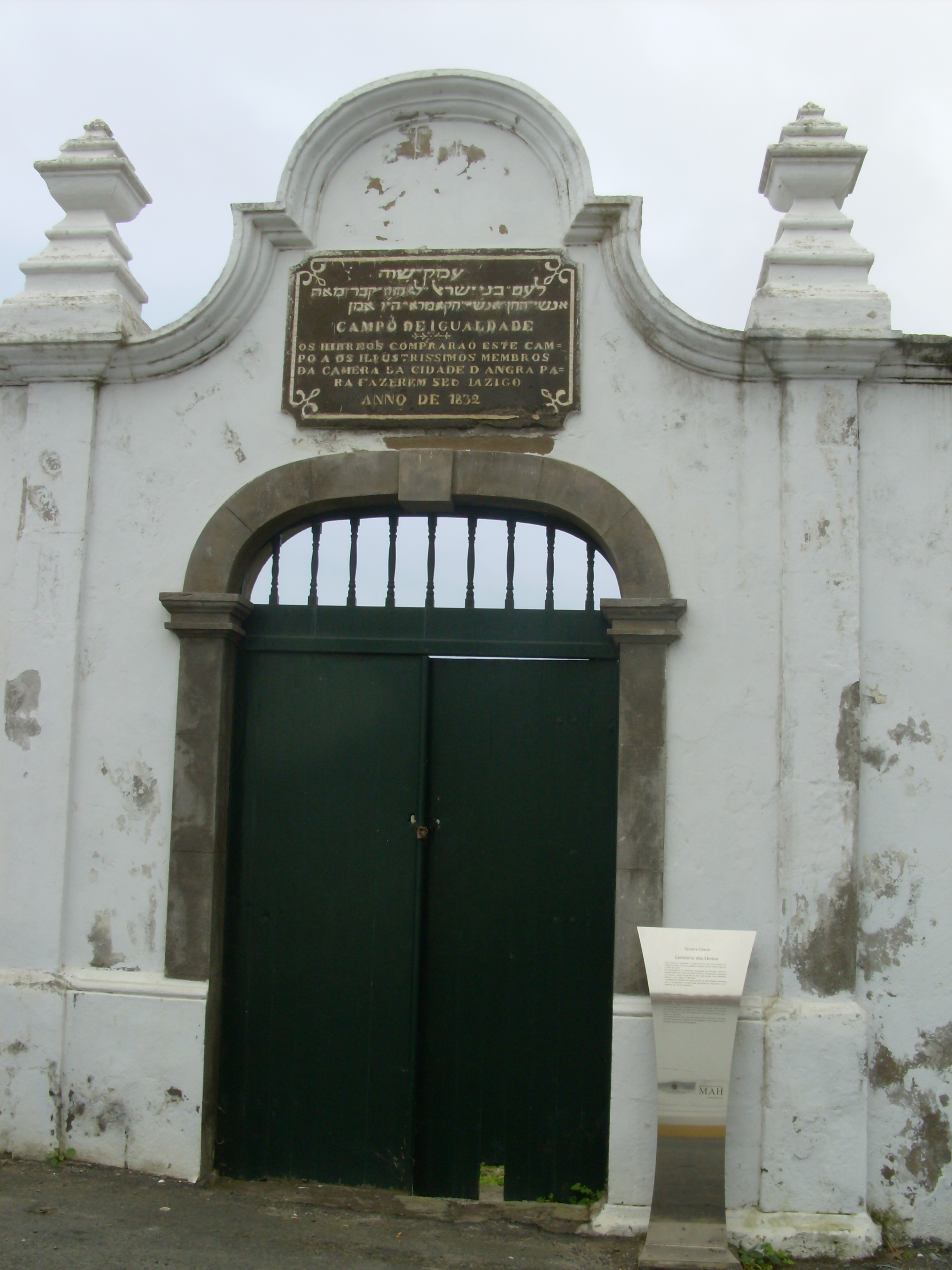
Jüdischer Friedhof in Angra do Heroísmo (2009)

Der Jüdische Friedhof Angra do Heroísmo wurde 1832 auf der Azoren-Insel Terceira in der größten Stadt Angra do Heroísmo errichtet und ist einer von vier jüdischen Friedhöfen auf den Azoren. Von 1832 bis in die 1950er Jahre fanden 53 Bestattungen statt.

## Lage
Der Friedhof befindet sich etwa einen drei viertel Kilometer westlich der Innenstadt von Angra do Heroísmo und gehört zur Freguesia São Pedro. Der Friedhof liegt dort in einer erst später bebauten kleinen Wohnstraße mit dem Namen Caminho Novo.

## Geschichte
Erste Berichte über jüdische Einwanderer auf den Azoren liegen für das 16. Jahrhundert vor, erste belegte Zeugnisse dagegen erst für die zweite Einwandererwelle Anfang des 19. Jahrhunderts und stammen aus dem Jahr 1818. Die Einwanderer waren Sepharden aus Marokko, zu ihnen zählte auch die Familie Bensaude. Das genaue Jahr ihrer Ankunft auf Terceira ist bleibt unklar, der erste Nachweis hier stammt aus dem Jahr 1824, als Salomão Bensaúde, Sohn von Salom Assiboni, in einem Dokument in Angra do Heroísmo erwähnt wurde. Die Familie wurde bald zum Förderer der jüdischen Gemeinden. Sie regte an, noch vor dem Bau einer Synagoge einen Friedhof anzulegen, da für das Gebet kein heiliger Boden – wie bei einer Synagoge – vorgeschrieben sei, wohl aber für die Beisetzung.
Das zuvor von der Gemeinde Angra do Heroísmo als Pferch genutzte Grundstück erwarb Joaquim Zagory im September 1832 bei einer öffentlichen Auktion für 300.000 Reis, um dort den Friedhof der jüdischen Gemeinde anzulegen. Zagory stammte aus Mogador in Marokko und galt auf Terceira als angesehener Prediger. Die ersten Beerdigungen fanden noch im selben Jahr statt, bei denen die beiden angesehenen Gemeindemitglieder Fortunato Benjamin und Abraham Sebag bestattet wurden.
Wie bei der jüdischen Gemeinde in Ponta Delgada ging auch in Angra do Heroísmo die Anzahl der Gemeindemitglieder nach einer kurzen Blüte in der zweiten Hälfte des 19. Jahrhunderts kontinuierlich zurück. Während des Zweiten Weltkriegs flohen aschkenasische Juden aus Deutschland und Polen über die Iberische Halbinsel auf die Azoren, verließen die Inseln nach dem Krieg jedoch wieder. Die einheimische sephardische Bevölkerung ging durch Auswanderung, Tod und Mischehen weiterhin zurück.
Wann genau sich die jüdische Gemeinde in Angra do Heroísme nach dem Zweiten Weltkrieg auflöste, ist unklar. Im Jahr 1958 ging der Friedhof in den Besitz der Jüdischen Gemeinde von Lissabon über. 1994 übernahm die Firma der Familie Bensaúde aufgrund der Verwahrlosung zunächst die Restaurierung des Friedhofs und übernahm anschließend die Verantwortung für die Pflege und Instandhaltung des Geländes. Zwanzig Jahre später, 2014, übernahm die Gemeinde Angra do Heroísmo den Friedhof und integrierte ihn in das von ihr verwaltete historische Erbe.

## Beschreibung
Der Friedhof ist trapezförmig und hat eine geschätzte Grundfläche von etwa 500 Quadratmetern. Das Gelände ist von einer Mauer umgeben, an der Straßenseite ist diese weiß gestrichen und etwa drei Meter hoch. Den Eingang markiert eine zweiflügelige Tür, über dem Eingang befindet sich eine Inschrift auf Hebräisch und Portugiesisch, die „Feld der Gleichheit“ bedeutet und auf das Jahr 1832 datiert ist.
Hinter der Tür liegt ein kleines Gebäude, der straßenseitige Bereich ist geschottert. Etwa die vordere Hälfte des Friedhofs ist mit Gräbern belegt, der freie hintere Platz besteht aus Rasen. An der rückwärtigen Mauer steht eine Sitzbank, flankiert von zwei Bäumen. Der Grabbereich weist keine abgegrenzten Parzellen auf. Die 53 Gräber sind etwa zur Hälfte ost-westlich ausgerichtet, die anderen weisen eine Nord-Süd-Ausrichtung auf. Die Gräber sind ohne chronologische oder familiäre Struktur angeordnet. Von den meisten Gräbern ragen fast nur die steinernen Grabdeckel aus dem Boden. Unter den Bestatteten befindet sich Mimom ben Abraham Abohbo, der die Ets-Haim-Synagoge in Angra do Heroísmo gegründet hat. Weitere Angaben zur Datierung der einzelnen Gräber oder zur Herkunft der Verstorbenen liegen in der Online-Enciclopédia Açoriana der Regionalregierung der Azoren vor.